# サンボ浅子
サンボ浅子（サンボあさこ、1963年8月27日 - 2004年5月18日）は、日本のプロレスラー。本名：浅子 文晴（あさこ ふみはる）。

## 経歴
中学2年生より柔道を始め、柔道家を経て1982年の世界サンボ選手権で活躍後、第一次UWFやジャパン女子プロレスの営業マンとして勤務していたが、1989年10月に大仁田厚が旗揚げしたFMWへ初期のレスラーとして参加。12月1日に対徳田光輝戦でプロデビュー。
大仁田厚・ターザン後藤に次ぐ「FMW第3の男」と呼ばれ、明るく憎まれない人柄とサンボ仕込みのファイトスタイルで、ファンに親しまれて大仁田軍団の一員として活躍する。しかし持病の糖尿病で体調を崩してしまい、1995年1月5日に行われた後楽園ホール大会の大仁田戦で現役を引退する。
1997年2月に現役復帰して、その後下記著作を上梓。レスラー活動を再開した後は体調が良くなったかと思われたが病状の方は悪化しており、2002年11月になって糖尿病による壊疽で右足を切断。緑内障で右目の視力を殆ど失い車椅子生活を余儀なくされながらも、仲間レスラー達が闘病中の病室へ激励に駆け付けて浅子を勇気付けており、体調回復のため日々リハビリに励んでいた。
2003年5月25日には、ディファ有明で「がんばれ・サンボ浅子」と題した大仁田厚自主興行が開催された。その興行に先立って同じく車椅子生活でリハビリを続けるハヤブサらと共に記者会見に出席して感謝とエールを述べていたが、一年後の2004年5月18日に東京都内の病院で死去。40歳没。

## 映画出演
- ビー・バップ・ハイスクール 高校与太郎哀歌

柔道家時代に高校の柔道選手として出演。

## 著作
- プロレス界の愉快な仲間たち―サンボ浅子復帰記念（1997年12月、リム出版新社刊） ISBN 4898001114

## テレビゲーム
- 大仁田厚 FMW（スーパーファミコン）

ゲーム中にレスラーとして本人が登場する。